# Adam Wójcik
Adam Wójcik (Oława, 20 aprile 1970 – Breslavia, 26 agosto 2017) è stato un cestista polacco.
Ha fatto parte della Nazionale e ha vinto otto campionati in patria e uno in Belgio.
È morto nel 2017 per leucemia.

## Carriera
Esordisce nel campionato polacco nel 1987-88 con la maglia del Gwardia Breslavia. Nel 1993 va negli Stati Uniti d'America per un campo estivo con i Los Angeles Clippers: ritorna però in patria, dove gioca un ultimo campionato con il Gwardia. Nel 1994-95 passa al Mazowszanka Pruszków, con cui vince il suo primo titolo nazionale.
Nel 1995-96 si divide tra il Bobry Bytom e i belgi del BC Oostende. Nell'estate 1996 passa allo Spirou Charleroi, con cui è campione del Belgio. Costretto a rientrare in patria, nel 1997-98 inizia un ciclo incredibile di vittorie con lo Śląsk Wrocław: la squadra vince quattro titoli consecutivi e due Supercoppe della Polonia.
Nel 2001 si trasferisce in Grecia: con la maglia del Peristeri Atene gioca 22 partite e anche l'Eurolega. Nel 2002 è all'Club Baloncesto Málaga e nel 2003 torna in patria per un altro ciclo di successi con la maglia del Prokom Trefl Sopot, con cui vince altri tre campionati. Nel 2007-08 passa all'Upea Capo d'Orlando. Nella stagione successiva torna in Polonia al PBG Poznań.

## Palmarès

### Squadra
- Campionato polacco: 8

Znic Pruszków: 1994-95
Śląsk Breslavia: 1997-98, 1998-99, 1999-2000, 2000-01
Prokom Sopot: 2004-05, 2005-06, 2006-07
- Campionato belga: 1

Spirou Charleroi: 1996-97
- Coppa di Polonia: 2

Śląsk Breslavia: 2004
Prokom Sopot: 2006
- Supercoppa polacca: 2

Śląsk Breslavia: 1999, 2000

### Individuale
- Polska Liga Koszykówki MVP: 3

Śląsk Breslavia: 1997-98, 2000-01
Prokom Sopot: 2004-05